# António de Sousa Braga
António de Sousa Braga SCI (ur. 15 marca 1941 w Santo Espírito na Azorach, zm. 22 sierpnia 2022 w Lizbonie) – portugalski duchowny rzymskokatolicki, sercanin, biskup Angry.

## Biografia
27 maja 1970 w Rzymie otrzymał święcenia prezbiteriatu i został kapłanem Zgromadzenia Księży Najświętszego Serca Jezusowego.
9 kwietnia 1996 papież Jan Paweł II mianował go biskupem Angry. 30 czerwca 1996 w Angra do Heroísmo przyjął sakrę biskupią z rąk swojego poprzednika bpa Aurélio Granada Escudeiro. Współkonsekratorami byli biskup Coimbry João Alves oraz emerytowany biskup Makau Arquimínio Rodrigues da Costa.
15 marca 2016, w związku z osiągnięciem wieku emerytalnego, zrezygnował z katedry.